# Antonio Cortaire y Terreros
Antonio Cortaire y Terreros (fechas de n. y d. desconocidas) fue un político novohispano, que fue gobernador de la Capitanía General de Yucatán, de 1720 a 1724. Recibió el nombramiento real para ejercer la gubernatura de Yucatán por herencia, como resultado de la muerte de su hermano en Veracruz, quien había sido nombrado para tal efecto.

## Datos históricos
El 24 de diciembre de 1720, Antonio de Cortaire se hizo cargo del gobierno de Yucatán. Cortaire formaba parte de una rica familia de comerciantes. Su hermano, Domingo, había comprado el puesto de gobernador de Yucatán en Madrid pero al llegar a Veracruz falleció de causas desconocidas y entonces Antonio hizo valer su derecho de herencia que le fue concedido por la autoridad real.
El gobernador de Coratire era un personaje alegre y algo frívolo que fue bien recibido en Mérida, la capital de la provincia. Se aprovechó del entonces imperante sistema de repartimientos, lo cual lo enemistó con el clero de Yucatán, cuya jerarquía defendía los derechos de los indígenas y promovía un régimen en el que no fueran explotados.  
Juan Leandro Gómez de Parada Valdez y Mendoza, a la sazón Arzobispo de Yucatán, expuso las lacras de los gobernantes de Yucatán en un sínodo diocesano al que había convocado en 1721. En 1722 la noticia llegó al rey, que poco tiempo después decidió el relevo de Cortaire de su cargo como gobernante. Durante este sínodo se aprobaron también medidas para abolir el servicio personal obligatorio de los indígenas, lo cual enconó aún más las relaciones del clero con el entonces gobernador.
Mientras duró en su encargo, el gobernador condujo como tarea principal una tenaz lucha en contra de los cortadores clandestinos de palo de tinte, que extraían como contrabando apoyados en los piratas ingleses, que por ese entonces asolaban la costa yucateca del Caribe. A pesar de estas acciones que fueron bien vistas por la corona española, Cortaire fue definitivamente depuesto en diciembre de 1724, cuatro años después de haber asumido su cargo.